# Het speelgoedmuseum
Het speelgoedmuseum is een kort stripverhaal van 16 pagina's van Senne & Sanne. Het wordt geschreven door Marc Verhaegen. Het verhaal verschijnt in albumvorm op 23 april 2007.

## Het verhaal
Het popje Nicky verdwijnt uit het Speelgoedmuseum van Mechelen. Senne en Sanne gaan samen met professor Toytol op zoek. Hiernaast besluit ook het speelgoedkonijntje Krolik om samen met een aantal speelgoedvriendjes hetzelfde te doen in het centrum van de stad.
Tijdens deze zoektocht leren de kinderen op speelse wijze meer over het wetenschappelijke belang van het speelgoed.

## Achtergronden bij het verhaal
In het verhaal Rebecca R. maken Senne en Sanne kennis met het speelgoedkonijntje Krolik in het Speelgoedmuseum van Mechelen. Het verhaal eindigt ook weer in het museum. Verhaegen schreef dit verhaal naar aanleiding van een tentoonstelling in 2005 over joods speelgoed in dit museum. Ook in het verhaal Cordoba verwijst Verhaegen naar het museum. De directeur Jozef Heylen en de conservator Marc Wellens vroegen daarom Verhaegen om een speciaal verhaal te maken ter gelegenheid van het 25-jarig bestaan van het museum.

## Uitgaven

### Achtergronden bij de uitgaven
- Het verhaal telt 16 pagina's en wordt aangevuld met een aantal pagina's met informatie over het Speelgoedmuseum. Het album verscheen op 23 april 2007, de verjaardag van het museum.